# Оптиматы (фема)

Фемы Византии к 770 году

Оптиматы (греч. θέμα Ὀπτιμάτων, от лат. Optimates, «Лучшие люди») — фема Византийской империи, расположенная в западной части Малой Азии.

## История
Оптиматы появились в конце VI века, благодаря императору Тиберию II Константину (правил в 574—582). Согласно Стратигикону басилевса Маврикия, Оптиматы (Ὀπτιμάτοι «Лучшие люди») были элитным подразделением федератов, и вероятно имели готское происхождение. Численность этого кавалерийского отряда была 1 000 — 5 000 человек, и они были частью центральной резервной армии. Руководили ими таксиархи. Их потомки, получившие прозвище Gothograeci (Greek: Γοτθογραῖκοι), согласно Феофану Исповеднику проживали в северной Вифинии в начале VIII века. К этому времени, по мнению Уоррена Треадголда, численность оптиматов составляла 2 000 человек.
В середине VIII столетия, после усмирения императором Константином V (правил в 741—775) правителя фемы Опсикий Артавазда, корпус был понижен в должности. Их отправили в новую фему, появившуюся из бывшего владения мятежного наместника. Образование занимало полуостров рядом с Константинополем, а также берега залива Никомедии до реки Сангарий. Столицей фемы был город Никомедия. Первое упоминание об Оптиматах в качестве фемы состоялось в 774/775 годах, но понятно, что после краха Артавазда в структуре малоазийских фем произошли серьёзные перемены. Фема Опсикий в дальнейшем потеряла часть оставшихся владений, которые вошли в состав фемы Букеларии.

Византийские фемы в 950 году

Вскоре после битвы при Манцикерте, сельские районы фемы стали жертвой набегов сельджуков, но Никомедия оставалась под властью ромеев. Регион был отвоёван при императоре Алексее I Комнине (правил в 1081—1118), с активной помощью участников первого крестового похода. После захвата Константинополя европейцами в 1204 году, область попала под власть Латинской империи. Фема была отвоёвана никейским императором Иоанном III Ватацем в 1240 году. После этого Оптиматы были под властью Византии вплоть до начала XIV века, когда регион был завоёван османским бейликом.

## Административное устройство
В отличие от других фем, в Оптиматах находился корпус из 4 000 погонщиков мулов, обеспечивавшие снабжение императорской столичной тагматы. Низкий статус этой фемы был упомянут императором Константином VII Багрянородным (правил в 913—959), указывавшим на отсутствие в ней разделения на (турмы или друнги). Таким образом, местный доместик занимал последнее место среди провинциальных стратигов в иерархии империи.